# Фране (Ду)
Фране (фр. Franey) насеље је и општина у источној Француској у региону Франш-Конте, у департману Ду која припада префектури Безансон.
По подацима из 2011. године у општини је живело 277 становника, а густина насељености је износила 81,95 становника/km². Општина се простире на површини од 3,38 km². Налази се на средњој надморској висини од 211 метар (максималној 287 m, а минималној 205 m).

## Демографија
| 1962. | 1968. | 1975. | 1982. | 1990. | 1999. | 2011. |
| ----- | ----- | ----- | ----- | ----- | ----- | ----- |
| 67    | 130   | 131   | 131   | 180   | 239   | 277   |

График промене броја становника у току последњих година